# Hypercompe
A Hypercompe a rovarok (Insecta) osztályának lepkék (Lepidoptera) rendjébe, ezen belül a medvelepkefélék (Arctiidae) családjába tartozó nem.

## Előfordulásuk
A Hypercompe-fajok előfordulási területe Észak-, Közép- és Dél-Amerika, valamint a Karib-térség szigetei és Nagykáta.

## Rendszerezés
A nembe az alábbi fajok tartoznak (meglehet, hogy a lista hiányos):
- Hypercompe abdominalis (Walker, 1865)
- Hypercompe albescens (Hampson, 1901)
- Hypercompe albicornis (Grote, 1865)
- Hypercompe albiscripta (Druce, 1901)
- Hypercompe alpha (Oberthür, 1881)
- Hypercompe amulaensis (Druce, 1889)
- Hypercompe andromela (Dyar, 1909)
- Hypercompe anomala (Burmeister, 1883)
- Hypercompe atra (Oberthür, 1881)
- Hypercompe bari (Oberthür, 1881)
- Hypercompe beckeri Watson & Goodger, 1986
- Hypercompe bolivar (Oberthür, 1881)
- Hypercompe brasiliensis (Oberthür, 1881)
- Hypercompe bricenoi (Rothschild, 1909)
- Hypercompe burmeisteri (Rothschild, 1910)
- Hypercompe campinasa (Schaus, 1938)
- Hypercompe castronis (Strand, 1919)
- Hypercompe caudata (Walker, 1855)
- Hypercompe cermellii Watson, 1977
- Hypercompe chelifer (Forbes, 1929)
- Hypercompe confusa (Druce, 1884)
- Hypercompe conspersa (Walker, 1866)
- Hypercompe contexta (Oberthür, 1881)
- Hypercompe cotyora (Druce, 1884)
- Hypercompe cretacea (Dognin, 1912)
- Hypercompe cunigunda (Stoll, [1781])
- Hypercompe decora (Walker, 1855)
- Hypercompe deflorata (Fabricius, 1775)
- Hypercompe detecta (Oberthür, 1881)
- Hypercompe dissimilis (Schaus, 1896)
- Hypercompe dognini (Rothschild, 1910)
- Hypercompe dubia (Rothschild, 1922)
- Hypercompe ecpantherioides (Rothschild, 1935)
- Hypercompe eridanus (Cramer, 1775)
- Hypercompe euripides (Dyar, 1912)
- Hypercompe extrema (Walker, 1855)
- Hypercompe flavopunctata (Schaus, 1921)
- Hypercompe fuscescens (Rothschild, 1917)
- Hypercompe ganglio (Oberthür, 1881)
- Hypercompe gaujoni (Dognin, 1889)
- Hypercompe guyanensis Laguerre, 2009
- Hypercompe hambletoni (Schaus, 1938)
- Hypercompe heterogena (Oberthür, 1881)
- Hypercompe icasia (Cramer, 1777)
- Hypercompe indecisa (Walker, 1855)
- Hypercompe jaguarina (Schaus, 1921)
- Hypercompe kennedyi (Rothschild, 1910)
- Hypercompe kinkelini (Burmeister, 1880)
- Hypercompe laeta (Walker, 1855)
- Hypercompe lemairei Watson & Goodger, 1986
- Hypercompe leucarctioides (Grote & Robinson, 1867)
- Hypercompe magdelenae (Oberthür, 1881)
- Hypercompe marcescens (Felder, 1874)
- Hypercompe melanoleuca (Rothschild, 1910)
- Hypercompe mielkei Watson & Goodger, 1986
- Hypercompe mus (Oberthür, 1881)
- Hypercompe muzina (Oberthür, 1881)
- Hypercompe nemophila (Herrich-Schäffer, 1853)
- Hypercompe neurophylla (Walker, 1856)
- Hypercompe nigriloba (Hulstaert, 1924)
- Hypercompe nigriplaga (Walker, 1855)
- Hypercompe obscura (Schaus, 1901)
- Hypercompe obsolescens (Hampson, 1916)
- Hypercompe obtecta (Dognin, 1907)
- Hypercompe ockendeni (Rothschild, 1909)
- Hypercompe ocularia (Fabricius, 1775)
- Hypercompe ochreator (Felder, 1874)
- Hypercompe orbiculata (Oberthür, 1881)
- Hypercompe orsa (Cramer, 1777)
- Hypercompe oslari (Rothschild, 1910)
- Hypercompe permaculata Packard, 1872
- Hypercompe perplexa (Schaus, 1911)
- Hypercompe persephone (Tessmann, 1928)
- Hypercompe persola (Möschler, 1886)
- Hypercompe pertestacea (Rothschild, 1935)
- Hypercompe peruvensis (Hampson, 1901)
- Hypercompe praeclara (Oberthür, 1881)
- Hypercompe robusta (Dognin, 1891)
- Hypercompe scribonia (Stoll, 1790)
- Hypercompe simplex (Walker, 1855)
- Hypercompe suffusa (Schaus, 1889)
- Hypercompe tenebra (Schaus, 1894)
- Hypercompe tessellata (Druce, 1906)
- Hypercompe testacea (Rothschild, 1909)
- Hypercompe theophila (Dognin, 1902)
- Hypercompe trinitatis (Rothschild, 1910)
- Hypercompe turruptianoides (Rothschild, 1910)

## Fordítás
- Ez a szócikk részben vagy egészben  a   Hypercompe című angol Wikipédia-szócikk ezen változatának fordításán alapul.  Az eredeti cikk szerkesztőit annak laptörténete sorolja fel. Ez a jelzés csupán a megfogalmazás eredetét és a szerzői jogokat jelzi, nem szolgál a cikkben szereplő információk forrásmegjelöléseként.